# Langur argentat
El langur argentat (Trachypithecus cristatus) és una espècie de primat de la família dels cercopitècids. Es troba a Brunei, Indonèsia i Malàisia. Se'l troba en boscos de ribera, manglars i altres tipus de boscos. De tant en tant s'aventura dins les plantacions. Està amenaçat per la pèrdua d'hàbitat, els incendis forestals i la caça com a aliment o mascota exòtica.